# 兴义秋海棠
兴义秋海棠（学名：Begonia xingyiensis）是秋海棠科秋海棠属的植物，为中国的特有植物。分布于中国大陆的贵州等地，生长于海拔1,100米的地区，多生长在山谷岩石上，目前已由人工引种栽培。